# Сігрід Сепп
Сігрід Сепп (2 липня 1998) — естонська плавчиня. Учасниця Чемпіонату світу з водних видів спорту 2017, де в попередніх запливах на дистанції 50 метрів на спині посіла 36-те місце і не потрапила до півфіналу.